# Stłuczenie

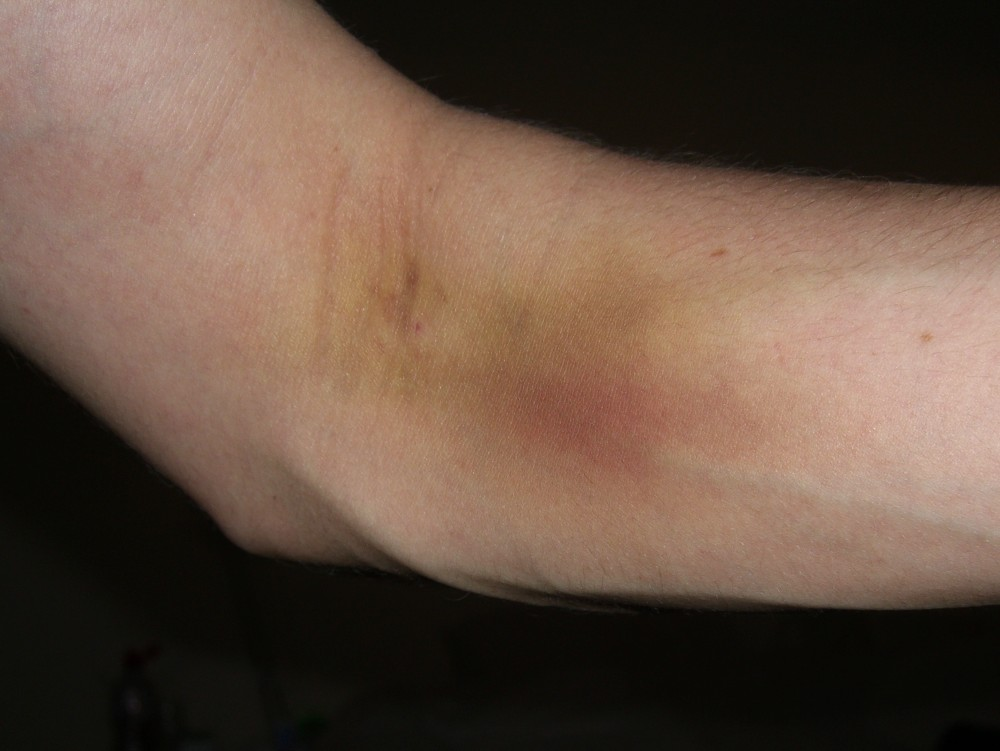
Siniak powstały w wyniku stłuczenia przedramienia

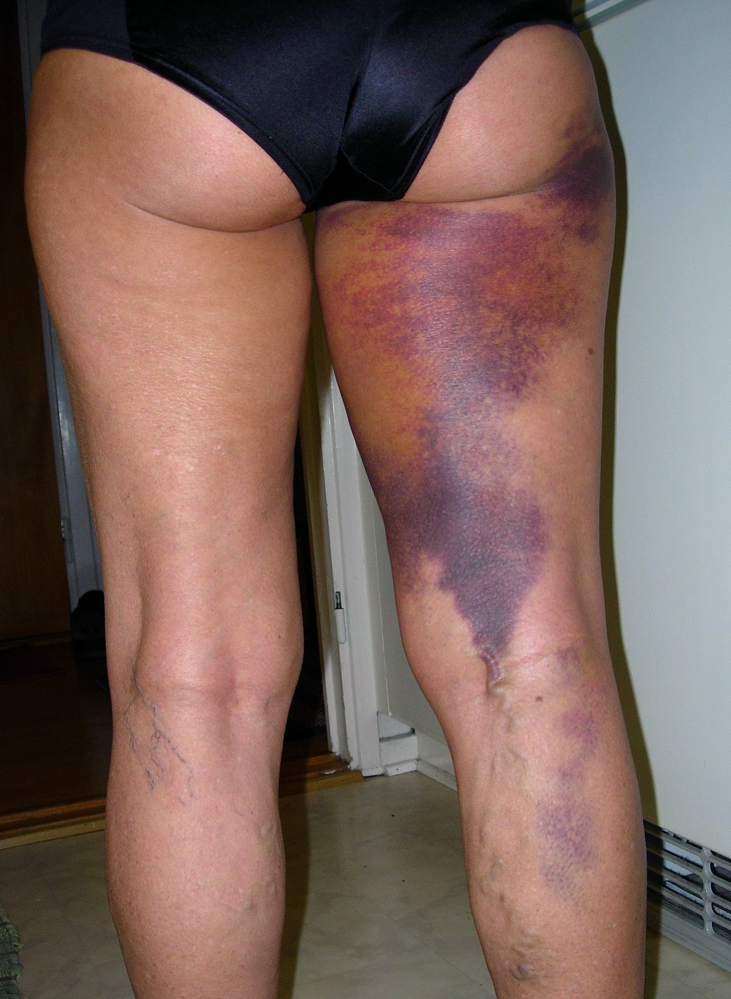
Stłuczenie.

Stłuczenie, kontuzja (łac. contusio) – jest to zamknięte uszkodzenie wewnętrznej struktury tkanki powstałe w wyniku urazu mechanicznego polegające na zgnieceniu komórek, rozerwaniu włókien substancji międzykomórkowej, uszkodzeniu naczyń i nerwów. Stłuczona tkanka jest niezdolna do pełnienia swojej funkcji. Objawy zależą od funkcji uszkodzonej tkanki.

## Klasyfikacja
- tzw. duże – powstają w wyniku działania znaczących sił, a ich efektem jest często widoczna kontuzja, jak stłuczenie, skręcenie czy zwichnięcie
- tzw. małe – mikrourazy powstające wskutek nadmiernej eksploatacji, jak przeciążenia, naciągnięcia czy naderwania np. mięśni podczas treningu siłowego

. Choć nie są one widoczne gołym okiem, w dłuższej perspektywie mogą prowadzić do powstawania zmian zwyrodnieniowych. 
Stłuczenie zwykle jest mniej poważnym uszkodzeniem niż rana, skręcenie czy złamanie. Siła urazu nie jest w tym przypadku na tyle silna, by doszło do przerwania skóry, ścięgien i mięśni czy złamania kości. Grupami najbardziej narażonymi na wystąpienie kontuzji (stłuczeń) są osoby pracujące fizycznie oraz uprawiające sporty tak zawodowo, jak i amatorsko.

## Objawy
Symptomy zwichnięcia i stłuczenia są zazwyczaj podobne, jednak zwichnięcie jest urazem o większym stopniu bolesności i zazwyczaj wymaga konsultacji lekarskiej w celu nastawienia, a także dłuższej kuracji pourazowej. Do podstawowych objawów kontuzji typu stłuczenie należą:
- obrzęk (spuchnięcie) stłuczonej okolicy - wynika głównie z uszkodzenia tkanek podskórnych;
- bolesność samoistna i uciskowa;
- wylewy (podbiegnięcia) krwawe w miejscu uszkodzenia naczyń krwionośnych – krwiaki zwane popularnie siniakami;
- upośledzenie funkcji obszaru objętego stłuczeniem;
- wzmożona ciepłota skóry w okolicy miejsca poddanego stłuczeniu;
- podniesiona wrażliwość na dotyk w miejscu stłuczenia;
- otarcie naskórka – możliwe, ale nie występujące w każdym przypadku.

## Leczenie
Siniaki zazwyczaj goją się samoistnie w ciągu 7–10 dni. Zmiana barwy chorego miejsca (od czerwonej po żółtawą lub blado zieloną) to efekt powolnego wchłaniania do krwiobiegu uszkodzonych komórek krwi. Aby przyspieszyć ten proces i zmniejszyć ból zaleca się okładanie stłuczonego miejsca zimnym kompresem (z zastrzeżeniem, że lód nie powinien być przykładany bezpośrednio na skórę, co grozi odmrożeniem), który zahamuje wewnętrzne krwawienie i zmniejszy obrzęk. Po ustąpieniu obrzęku można zastosować ciepłe okłady, których działanie przyspieszy regenerację uszkodzonych tkanek. Jeżeli jednak siniak jest rozległy, miejsce urazu wciąż obrzęknięte, a ból zwiększa się lub jest trudny do zniesienia, należy skonsultować się z lekarzem.

### Leczenie farmakologiczne
Pacjenci mogą sięgnąć po środki przeciwbólowe i ułatwiające gojenie się stłuczeń dostępne w postaci tabletek (doustnych, rozpuszczalnych w wodzie do okładów) czy maści (zawierających arnikę, heparynę lub wyciąg z nasion kasztanowca) stosowanych miejscowo. W bólach mięśni i stawów spowodowanych kontuzjami wywołanymi uprawianiem sportów, urazami stawów z naderwaniem więzadeł bez zwichnięcia oraz uszkodzeniami ścięgien i mięśni powstałych wskutek nadmiernego wysiłku zaleca się również doraźne stosowanie niesteroidowych leków przeciwzapalnych (NLPZ) o działaniu przeciwbólowym i przeciwzapalnym. Dobrze sprawdzają się tu hydrożele zawierające np. ketoprofen lub inne preparaty zawierające: diklofenak, etofenamat. Zaletą hydrożeli podawanych na skórę jest ich konsystencja, która umożliwia stosowanie leku przy bolesnych zmianach zamiast maści o twardszej strukturze. Aplikacja przezskórna NLPZ może być stosowana zarówno jako monoterapia, jak i w połączeniu z terapią doustną, z tym, że leki podawane miejscowo mogą wywoływać mniej objawów niepożądanych. 

### Leczenie fizjoterapeutyczne
Proste zabiegi fizjoterapeutyczne mogą pomóc w ograniczeniu bolesności i usprawnieniu kontuzjowanego stawu. Podstawową metodą terapeutyczną jest masaż połączony z wcieraniem odpowiedniej maści lub żelu (może go wykonać nawet osoba nie będąca rehabilitantem). Poza tym – w zależności od rodzaju i stopnia nasilenia objawów urazu – 
- aplikacje limfatyczne z kinesiology tapingu;
- krioterapię;
- magnetoterapię;
- elektroterapię;
- ćwiczenia synergistyczne;
- ćwiczenia izometryczne.

W przypadku większości stłuczeń leczenie zachowawcze – polegające na odciążeniu, schładzaniu w ostrej fazie, fizjoterapii i stosowaniu w pierwszym okresie niesteroidowych leków przeciwzapalnych – jest wystarczające i w ok. 80% przypadków prowadzi do wyleczenia. 

## Rokowanie
Stłuczenie goi się zazwyczaj bez powikłań. W niektórych przypadkach w wyniku stłuczenia stawu może jednak dojść do powstania choroby zwyrodnieniowej stawów, skostnienia czy krwiaka podokostnowego, tj. w obrębie okostnej – cienkiej błony pokrywającej powierzchnię kości w celach ochronnych. Skutkiem wylewu podokostnowego jest pogrubienie się okostnej. Natomiast w obrębie stłuczonych mięśni mogą powstać zwapnienia lub zwłóknienia, a blizna mięśnia może trwale upośledzić jego funkcję. Stłuczeniu biodra i kości ogonowej może towarzyszyć ostry ból utrudniający chodzenie i stanie. 